# Quilpué
Quilpué is een gemeente in en de hoofdstad van de Chileense provincie Marga Marga in de regio Valparaíso. Quilpué telde 151.708 inwoners in 2017 en heeft een oppervlakte van 537 km².

## Geboren
- Reinaldo Navia (1978), voetballer